# ریوتا اوشیما

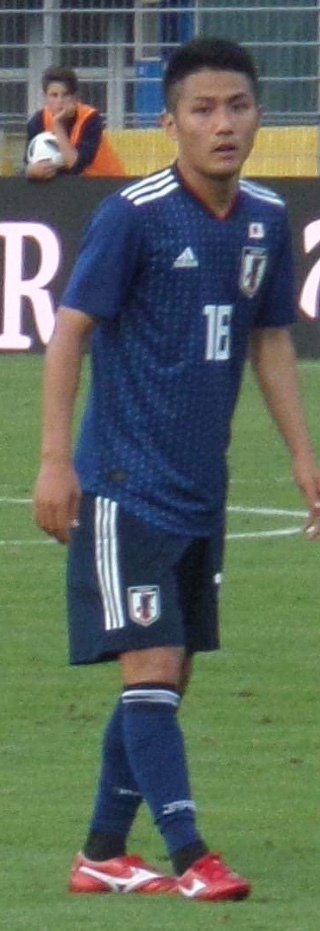
ریوتا اوشیما در سال ۲۰۱۸

ریوتا اوشیما (ژاپنی: 大島 僚太؛ زادهٔ ۲۳ ژانویهٔ ۱۹۹۳) یک بازیکن فوتبال اهل ژاپن است. وی در تیم ملی فوتبال ژاپن بازی کرده‌است.